# Cesário Alvim
José Cesário de Faria Alvim (Pinheiros Altos, 7 de junho de 1839 — Rio de Janeiro, 3 de dezembro de 1903) foi um advogado, economista, fazendeiro e político brasileiro. Foi presidente do estado de Minas Gerais, de 25 de novembro de 1889 a 10 de fevereiro de 1890 e de 18 de junho de 1891 a 9 de fevereiro de 1892.
Cesário Alvim teve descendentes célebres: é avô de Maria Amélia Buarque de Hollanda e bisavô do músico Chico Buarque.. Foi também avô materno de Afonso Arinos e de Virgílio de Melo Franco.

## Biografia

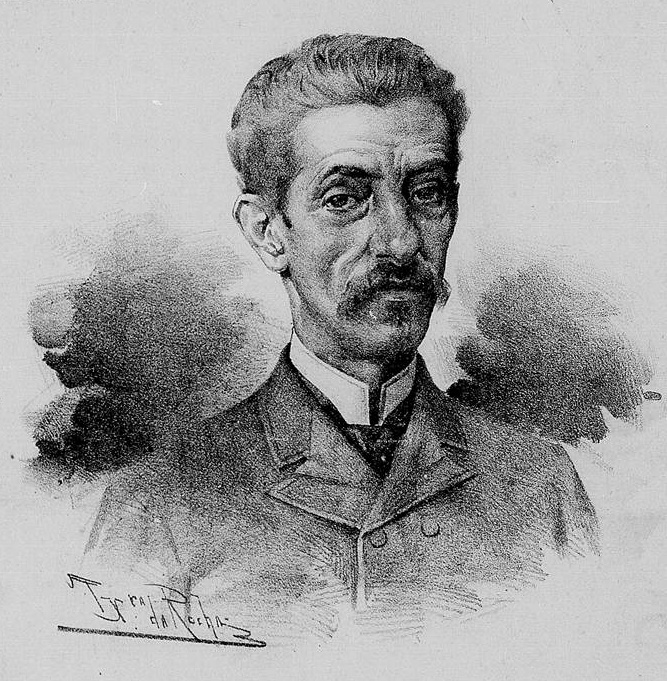
Cesário Alvim, Ministro do Interior (Teixeira da Rocha, Vida Fluminense, 15/02/1890)

### Primeiros anos
Nasceu no arraial de Pinheiro, atual Pinheiros Altos, no município de Piranga, em 7 de junho de 1839. Era filho do coronel de milícias José Cesário de Faria Alvim e de Teresa Januária Carneiro, ambos de famílias tradicionais dessa região. 
Com a morte do avô materno, Antônio Januário Carneiro, sua família herdou terras e transferiu-se para o arraial de São Januário do Ubá, Minas Gerais, fundando a fazenda da Liberdade, onde plantavam café e arroz.

### Formação
Iniciou seus estudos primários no Arraial de Pinheiro, realizou o curso secundário no colégio do cônego Roussin, em Mariana, e o preparatório para ingresso em ciências jurídicas em Ouro Preto, concluído em 1856.
Diplomou-se em direito pela Faculdade de Direito de São Paulo em 1862 e em seu último ano de academia, aderiu ao Partido Liberal, que só viria a abandonar às vésperas da Proclamação da República Brasileira. Formado, passou a advogar em Ouro Preto, onde também exerceu o cargo de secretário da Repartição de Polícia e em seguida foi eleito deputado à Assembleia Provincial nos biênios 1864-1865 e 1866-1867, além de deputado à Câmara Geral do Império para a 13ª Legislatura (1867-1868).

### Política
Em 1868, dissolvida a Câmara e com os liberais fora do poder, fundou, no Rio de Janeiro, juntamente com Afonso Celso, o diário A Reforma, no qual, juntamente com Francisco Otaviano, Joaquim Serra, Barros Pimentel e outros políticos, continuou a luta pelo avanço do programa do seu partido. Foi eleito para a 16ª legislatura (1877), sendo reconduzido na legislatura seguinte (1878-1880).
Em 1884 foi nomeado presidente da província do Rio de Janeiro pelo gabinete de Sousa Dantas, mantendo-se no cargo até estabelecer-se, com João Maurício Wanderley, barão de Cotejipe, o governo conservador, em 1886. No exercício deste cargo preocupou-se, sobretudo, com o problema da escravidão, cujos malefícios, segundo afirmava em relatório de 1885, atingiam todos os ramos da atividade nacional.
Depois de figurar em seis listas tríplices para o Senado e de ser reiteradamente vetado pelos líderes conservadores Ouro Preto e Cotejipe, candidatou-se novamente à Câmara e foi eleito deputado para a 20ª legislatura (1886-1889), a última do Império. Já descrente dos partidos e da própria Monarquia, na sessão de 11 de junho de 1889, quando o Visconde de Ouro Preto apresentou o seu gabinete, declarou-se republicano.
Participante do processo que culminou na Proclamação da República, que no julgamento de João Pinheiro da Silva, "teve para seu estabelecimento, nos discursos de Cesário Alvim, elementos de importância máxima", foi nomeado por Deodoro da Fonseca governador provisório do Estado de Minas Gerais.
Desempenhou o cargo de 25 de novembro de 1889 a 10 de fevereiro de 1890, procurando a conciliação entre vencedores e vencidos, corroborando para a consolidação do novo regime. No governo, combateu os exageros das facções políticas que se formaram, não se recusando a apelar para o concurso de antigos monarquistas.

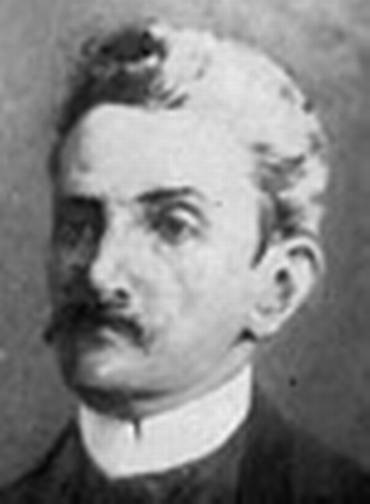
Cesareo Alvim.

No solar onde nasceu, em Pinheiros Altos, foi instalado o Museu e Memorial Cesário Alvim.

Em 1890, deixou o governo de Minas Gerais para aceitar o convite de Deodoro da Fonseca para ocupar o Ministério do Interior, em substituição a Aristides Lobo. No desempenho do cargo, revogou os decretos que ordenavam o banimento de antigos chefes políticos, entre os quais o Visconde de Ouro Preto e a família imperial. Em setembro deste mesmo ano foi eleito senador por Minas Gerais para o Congresso Constituinte Federal e para a primeira legislatura ordinária (1890-1893). Acumulou o exercício do mandato e das funções executivas, até que, em 20 de janeiro de 1891, o ministério renunciou coletivamente, em conseqüência do assalto que sofrera o jornal A Tribuna, do Rio de Janeiro.
Em 15 de junho de 1891 renunciou também à senatoria, por ter sido eleito pelo Congresso Legislativo Mineiro primeiro presidente constitucional do estado para o período de 1891-1894. Governou de 18 de junho de 1891 a 9 de fevereiro de 1892. No governo, promoveu a elaboração de leis orgânicas que colocaram Minas Gerais à frente das demais unidades federativas na prática das instituições republicanas, tais como as da organização municipal e da organização judiciária, implantando todas as garantias que asseguravam a independência dos juízes. No campo administrativo, fortaleceu o crédito público e estimulou a arrecadação, buscando diminuir a dívida pública, de forma a criar uma situação folgada para o tesouro estadual, melhorou a rede ferroviária, deu grande atenção à política educacional, pretendendo colocar Minas Gerais na vanguarda cultural do País.
No exercício do seu mandato, enfrentou a oposição dos chamados republicanos históricos, perdendo muito de seu prestígio ao apoiar o golpe de 3 de novembro de 1891, que culminou na renúncia de Deodoro da Fonseca.
Tais acontecimentos levaram-no a renunciar à presidência em 1892, passando o governo ao vice-presidente Eduardo Ernesto da Gama Cerqueira. Afastado temporariamente da militância política, a ela retornou na campanha sucessória mineira de 1894, quando defendeu a candidatura de Francisco Bernardino contra a de Crispim Jacques Bias Fortes. De 31 de dezembro de 1898 a 23 de maio de 1899, exerceu o cargo de prefeito do então Distrito Federal e, a seguir, a presidência do Lloyd Brasileiro e da Estrada de Ferro Oeste de Minas, depois Viação Férrea Centro-Oeste.
No império, pertenceu ao Partido Liberal e, na República, ao PRM. Foi ainda colaborador dos jornais O Dia, do Rio de Janeiro, O Pharol de Juiz de Fora e Diário de Minas de Belo Horizonte, e fundador e diretor de A Opinião Mineira, de Ouro Preto.